# Gran Sinagoga de Petaj Tikva
La Gran Sinagoga de Petaj Tikva ( en hebreo: בֵּית הַכְּנֶסֶת הַגָּדוֹל בפתח תקוה) es la sinagoga central de la ciudad de Petah Tikva específicamente situada en la calle Hovevei Sion, en el centro de esa localidad de Israel. El edificio fue diseñado por Daniel HaCohen Lifshitz, uno de los pioneros entre los residentes de la ciudad y debe su nombre a James Mayer de Rothschild, el padre del barón Edmond James de Rothschild.
La construcción de la gran sinagoga de Petah Tikva se inició en 1890 con una contribución de Odessa (Ucrania) que duraría una década. Después de ocho años, la construcción se detuvo cuando los fondos se agotaron, pero Edmond James de Rothschild donó el dinero necesario para completar la construcción.